# Лео Стеркс
Лео Стеркс (16 липня 1936 — 4 березня 2023) — бельгійський велогонщик.
Срібний призер Олімпійських Ігор 1960 року в індивідуальному спринті.